# Eredethatározó
Az eredethatározó azt a kiinduló állapotot, személyt, dolgot jelöli meg, amelyből vagy amelytől az alanyban, tárgyban stb. megnevezett személy vagy dolog ered, származik, létrejön.
Kérdései: kiből?, miből?, kitől?, mitől?, kiről?, miről?
Alaptagja: ige vagy igenév.
Az állapotféle eredethatározót nem szabad összetéveszteni a  módféle okhatározóval. Ez utóbbi nem az alanyban, tárgyban stb. megnevezett dologi fogalomnak, hanem az alaptagban kifejezett cselekvésfogalomnak a kiindulását jelzi. Például: a rokonszenvből szerelem támadhat (a rokonszenvből szó itt eredethatározó: az alanyban kifejezett dologi fogalomnak, a szerelem-nek az eredetét mutatja meg); de: rokonszenvből támogatta kérését (a rokonszenvből szó itt okhatározó: az állítmányban megnevezett cselekvésfogalomnak, a támogatás-nak az indítóokát adja meg).
Az eredethatározót - előzményhatározói jellegének megfelelően - többnyire ablativus ragos főnévvel vagy melléknévvel fejezhetjük ki.
Az eredethatározó leggyakrabban -ból/-ből ragos főnév (tüzet éleszt a parázsból), de kifejezhető még -ról/-ről (az apámról maradt rám, híres valamiről), -tól/-től (van valamitől) és -stul/-stül ragos (tövestül kitépni)  főnévvel, névutós főnévvel: közül (a gyerekek közül (ketten) érkeztek meg, a
hallgatók közül (egy) nem felelt meg), részéről (a dolgozók részéről (számos javaslat) hangzott el), 
névmással és határozószói névmással is: ebből még házasság is lehet, innen kerültem ki.